# Wolfgang Schirmer

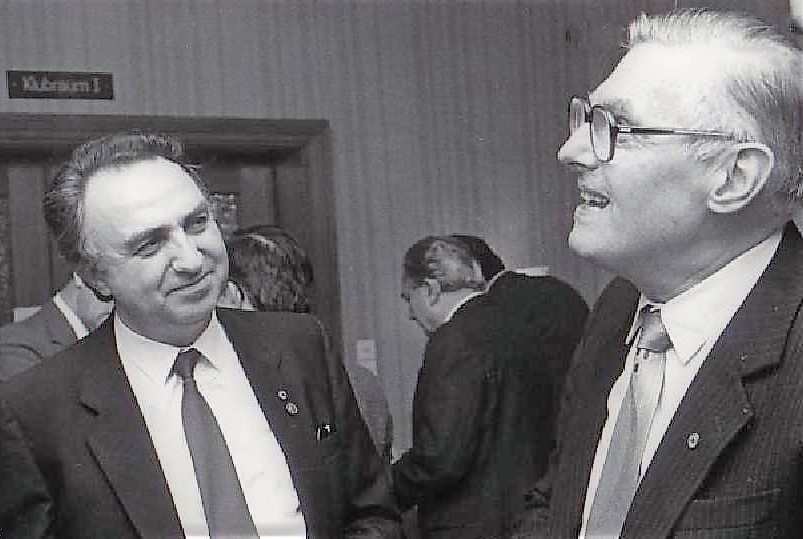
Wolfgang Schirmer (re) bei der Amtsübergabe als Direktor des ZIPC an Gerhard Öhlmann (1986)

Wolfgang Schirmer (* 3. März 1920 in Berlin; † 16. April 2005 in Woltersdorf (bei Berlin)) war ein deutscher Chemiker und Werkdirektor der Leunawerke. Sein wissenschaftliches Hauptarbeitsgebiet war die Physikalische Chemie. Er war Kandidat des Zentralkomitees der SED.

## Leben
Wolfgang Schirmer, Sohn eines kaufmännischen Angestellten, besuchte die Volksschule und das Gymnasium. Nach dem Abitur studierte er ab 1939 Chemie, Physik und allgemeine Naturwissenschaften an der damaligen Friedrich-Wilhelms-Universität Berlin und an der Technischen Hochschule Berlin. Anschließend arbeitete er als Mitarbeiter der Firma C. Lorenz in Berlin und war zeitweise bei der Wehrmacht.
Nach Ende des Zweiten Weltkriegs war er wissenschaftlicher Mitarbeiter der Technischen Universität Berlin, wo er 1948 mit einer Dissertation zur chemischen Reaktionskinetik promoviert wurde.
Von 1950 bis 1953 war er Werkdirektor des Stickstoffwerks Piesteritz. Anschließend war er ab 1953 Werkdirektor der Leuna-Werke „Walter Ulbricht“ und leitete sie zunächst bis zur Überführung in Volkseigentum 1954 zusammen mit dem sowjetischen Direktor D. F. Semennikow. Am 28. Dezember 1962 wurde er als Werkdirektor verabschiedet, sein Nachfolger wurde Siegbert Löschau.
Seit 1954 war er zugleich Dozent und seit 1955 Professor an der Technischen Hochschule für Chemie Leuna-Merseburg. Die Mathematisch-Naturwissenschaftliche Fakultät der Humboldt-Universität zu Berlin (HUB) hat ihn 1954 mit einer Habilitationsschrift zur Kinetik der Azotierung von Calciumcarbid zu Kalkstickstoff habilitiert.
Schirmer wurde 1952 Mitglied der Sozialistischen Einheitspartei Deutschlands (SED) und nahm im Juli 1952 an der II. Parteikonferenz der SED teil. Von 1954 bis 1967 gehörte er dem Zentralkomitee der SED als Kandidat an. Wolfgang Schirmer war ab 1959 Korrespondierendes Mitglied und ab 1961 Ordentliches Mitglied der Deutschen Akademie der Wissenschaften (DAW). 1962 wurde er zum stellvertretenden Direktor des späteren Zentralinstituts für Physikalische Chemie der DAW berufen. Von 1964 bis Ende 1985 war er als Nachfolger von Peter Adolf Thiessen der Direktor dieses Instituts, sein Nachfolger wurde Anfang 1986 Gerhard Öhlmann.
Ab Februar 1963 war er auch Professor mit Lehrstuhl für chemische Technologie an der Humboldt-Universität zu Berlin (HUB). Sein Hauptarbeitsgebiet in der physikalischen Chemie war die Adsorption speziell an Molekularsieben.
Ab 1. Januar 1963 war er stellvertretender Vorsitzender des Forschungsrates der DDR und ab Juni 1963 Vorsitzender der „Ständigen Kommission für chemische Industrie“ beim Rat für gegenseitige Wirtschaftshilfe (RGW).
Er wurde 1985 emeritiert. Schirmer war Mitglied der Leibniz-Sozietät der Wissenschaften zu Berlin.

## Auszeichnungen und Ehrungen
- 1951 Ehrentitel Held der Arbeit
- 1959 Vaterländischer Verdienstorden in Silber und 1960 in Gold[6]
- 1972 Nationalpreis der DDR II. Klasse in einem Kollektiv der Akademie der Wissenschaften der DDR
- 1980 Orden Banner der Arbeit[7]
- 1985 Ehrenspange zum Vaterländischen Verdienstorden in Gold[8]
- 1985 Ehrendoktor der Universität Leipzig[9]